# Mesaieed
Mesaieed (arabo: مسيعيد, traslitterato anche Musay'id e Umm Sa'id) è una municipalità del Qatar di 9 870 abitanti.